# Central Region (Singapur)
Die Central Region (oder Zentral) ist eines der fünf Regionen des Stadtstaates Singapur. Sie hatte 2020 922.580 Einwohner (nur Wohnbevölkerung). Die Region umfasst 13.150 Hektar Landfläche und 11 Planungsgebiete innerhalb der eigentlichen Region sowie weitere 11 in der Central Area.
Obwohl die Zentralregion hauptsächlich gewerblich geprägt ist, insbesondere das Gebiet im Innenstadtkern, umfasst sie 335.400 Wohneinheiten verschiedener Typen, von Sozialwohnungen bis hin zu exklusiveren Formen von Privatwohnungen, wie z. B. Bungalows. Es gibt auch 1000 Hektar Grünflächen, darunter Parks, Gärten und andere Erholungsgebiete. Der Central Business District, einschließlich der höchsten Hochhäuser von Singapur, befinden sich innerhalb der Region.
Das Central Business District (Downtown Core) umfasst Folgendes:
- Boat Quay
- Bugis
- Chinatown
- City Hall
- Clarke Quay
- Great World und Havelock
- Lavender und Kampong Glam
- Little India
- Marina Bay (Marina Centre, Marina East, Marina South)
- Museum (Bras Basah, Bencoolen)
- Orchard Road (Orchard, Somerset, Dhoby Ghaut)
- Raffles Place
- Tanjong Pagar
- Telok Ayer

## Planungsgebiete
- Bishan
- Bukit Merah
- Bukit Timah
- Geylang
- HarbourFront
- Kallang
- Marine Parade
- Novena
- Queenstown
- Southern Islands (Sentosa)
- Tanglin
- Toa Payoh

## Galerie

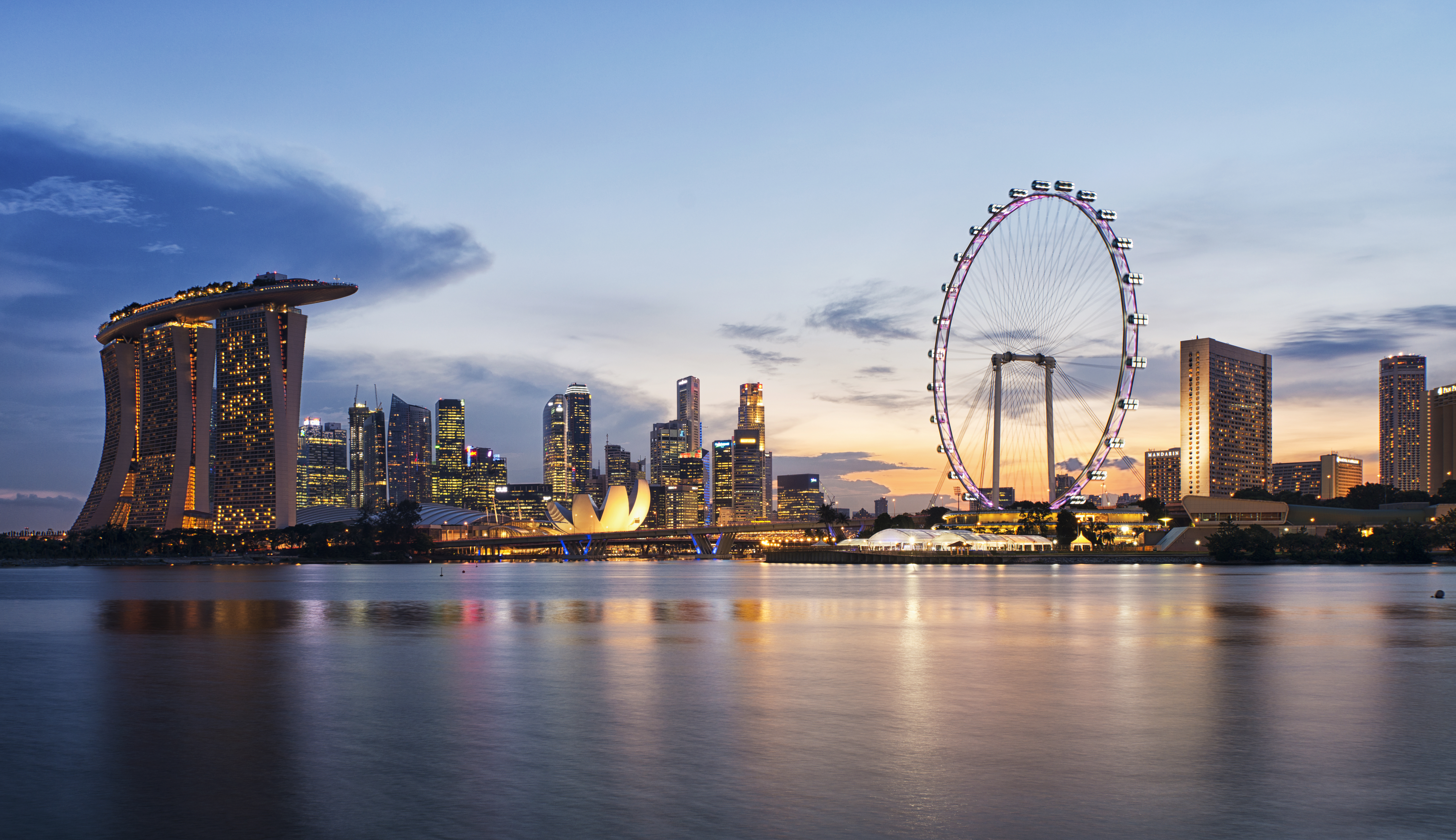
Bay East
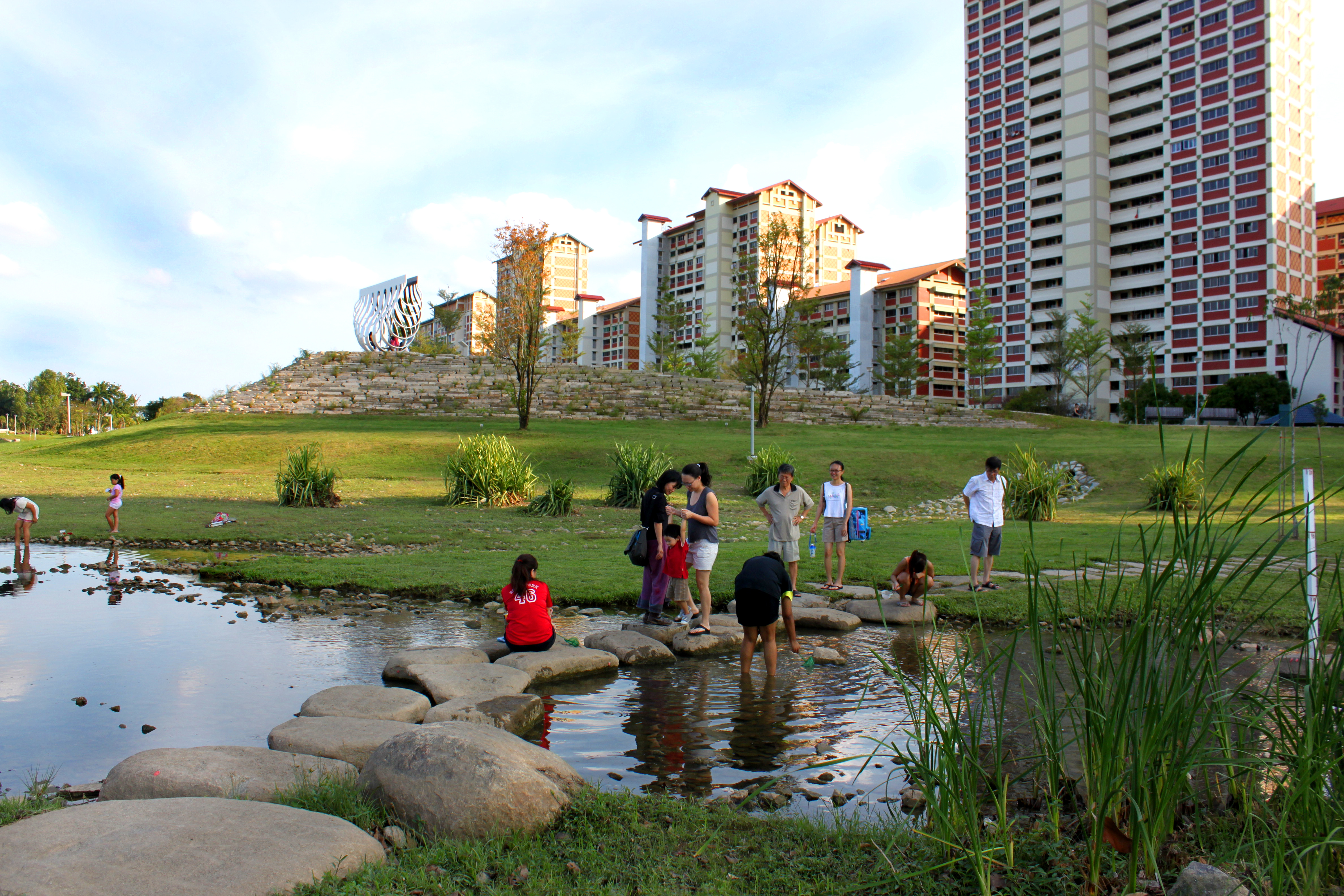
Bishan Park
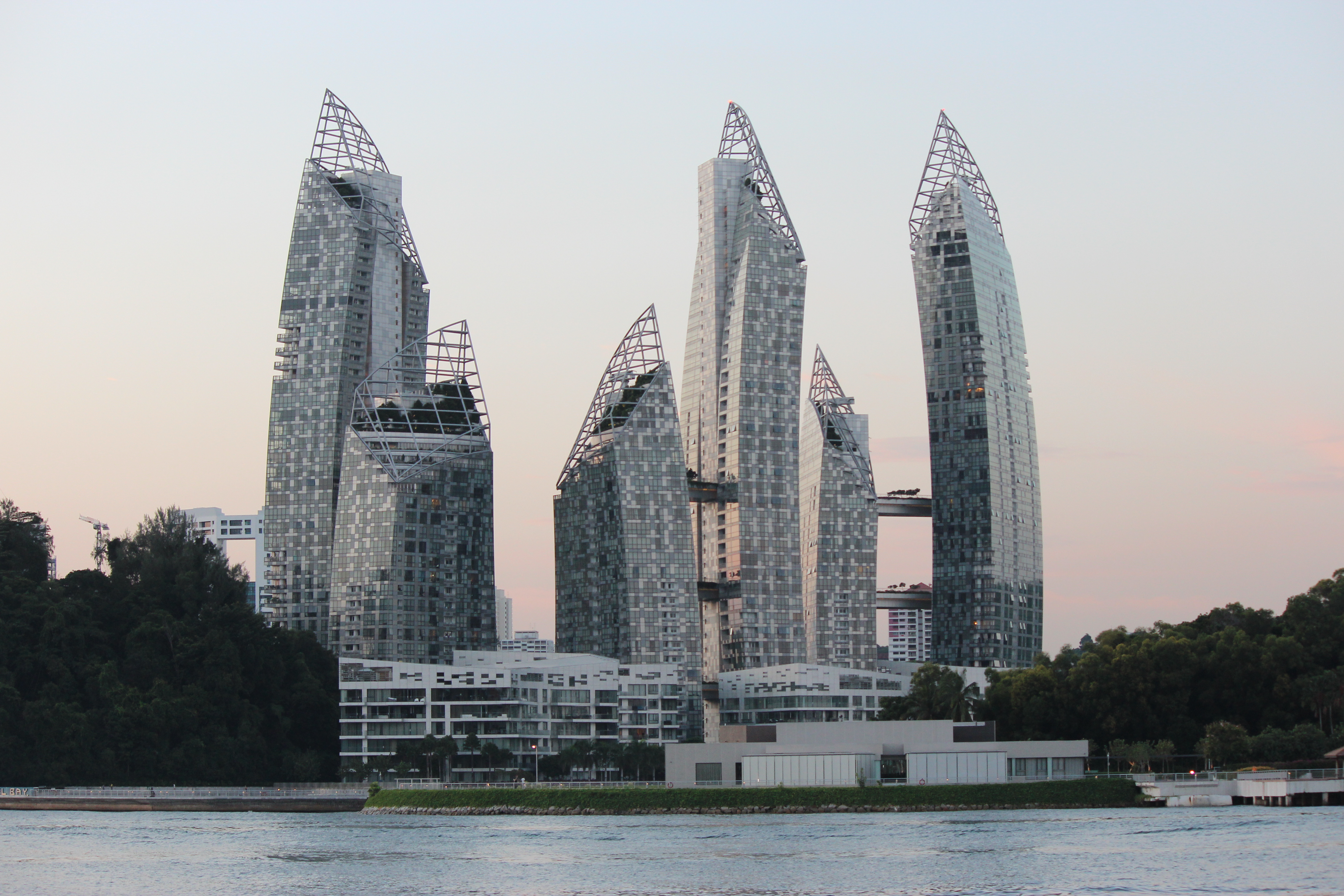
Keppel Bay
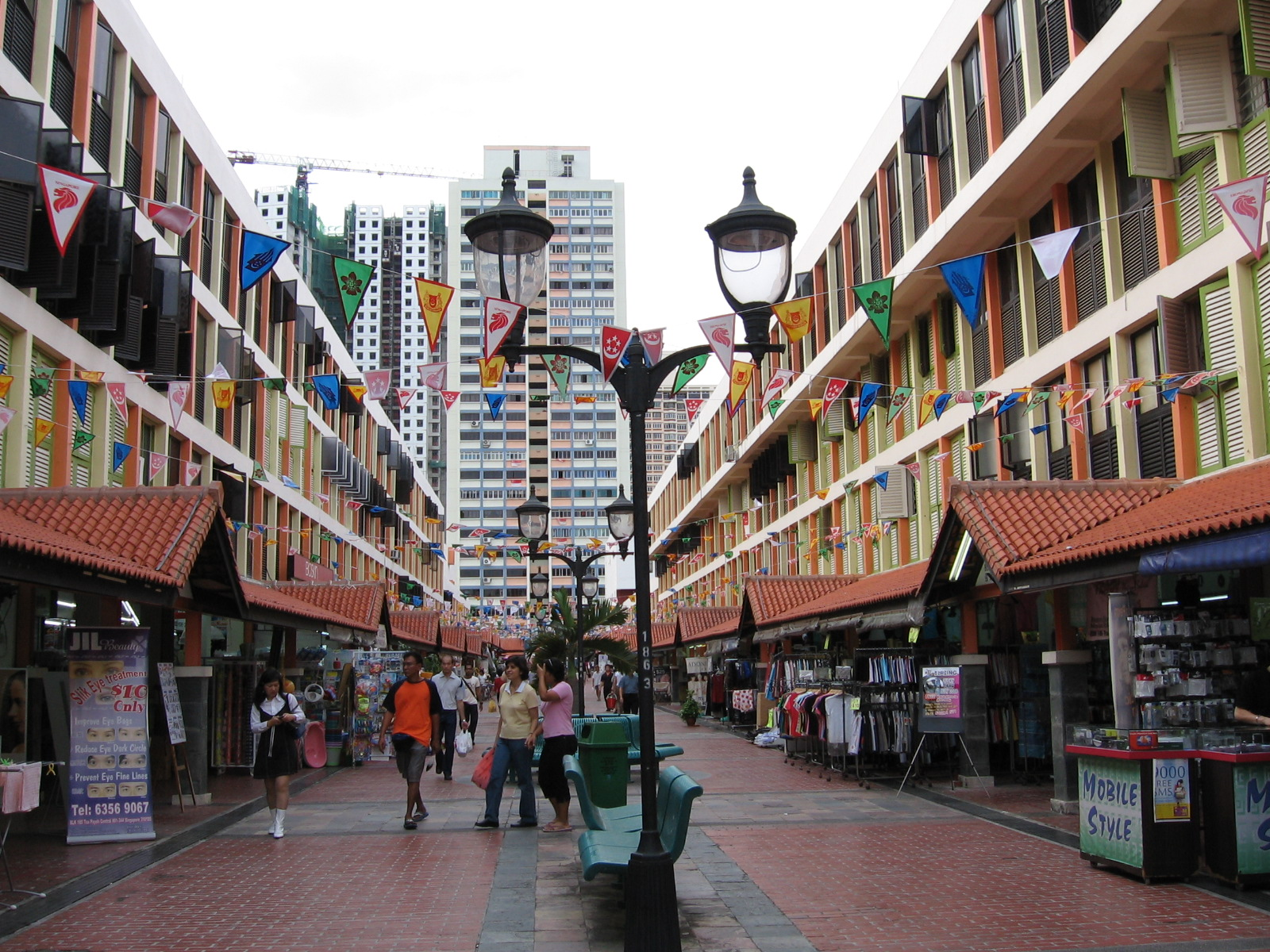
Toa Payoh Town Centre